# Sokoľ
Sokoľ (maďarsky Szokoly, Hernádszokoly) je obec v okrese Košice-okolí v Košickém kraji na východním Slovensku. Žije v ní přibližně 1 300 obyvatel.

## Historie
Sokoľ je poprvé písemně zmiňován v roce 1270 jako Zokola a dále v desátkových matrikách mezi lety 1332 a 1337 jako Alzokole a Alzokolc. Na konci 13. století byl na kopci Hradová postaven hrad, který byl vrchnostenským sídlem panství. Po roce 1430 už byl zříceninou. Ve 14. století ve vsi byla mýtnice, která vybírala mýto za splavené dřevo. V roce 1429 přešla obec i s hradem do vlastnictví města Košice.

## Přírodní poměry
Do katastrálního území obce zasahuje část přírodní rezervace Vysoký vrch.